# Рост-Оннес, Эрнст
Эрнст Адриан Рост-Оннес (нидерл. Ernst Adriaan Rost-Onnes; род. 5 декабря 1985, Амстердам) — нидерландский и бразильский хоккеист на траве, полевой игрок. Участник летних Олимпийских игр 2016 года.

## Биография
Эрнст Адриан Рост-Оннес родился 5 декабря 1986 года в нидерландском городе Амстердам.
Играл в хоккей на траве за нидерландский «Игнатиюс Колледж» из Амстелвена.
В 2012 году получил гражданство Бразилии на основании того, что его отец родился в этой стране.
В 2013 году в составе сборной Бразилии выступал на Панамериканском чемпионате в Брамптоне, где бразильцы заняли 7-е место.
В 2014 году участвовал в Южноамериканских играх в Сантьяго, где бразильские хоккеисты стали четвёртыми. 
В 2016 году вошёл в состав сборной Бразилии по хоккею на траве на летних Олимпийских играх в Рио-де-Жанейро, занявшей 12-е место. Играл в поле, провёл 5 матчей, мячей не забивал. Был одним из трёх натурализованных нидерландцев в составе команды наряду с Патриком ван дер Хейденом и Юри ван дер Хейденом.
После Олимпиады завершил игровую карьеру.